# Гласове на традицията
Групата „Гласове на традицията“ е професионална вокална формация за старинна българска фолклорна и църковна музика. Основана е през 2019 година в София. В състава на „Гласове на традицията“ са дългогодишните солисти на хора при Ансамбъла за народни песни на Българското национално радио Калинка Вълчева, Олга Борисова, Калинка Згурова, Радка Алексова, Василка Дамянова. Техните гласове звучат в албумите на швейцарския продуцент Марсел Селие „Мистерията на българските гласове“. Те са сред най-ярките и дългогодишни солисти на радио-телевизионния хор, гастролирал по света под името „Мистерията на българските гласове“. Мъжкото присъствие е на квартет „Светоглас“, основан от Даниел Спасов и Милен Иванов, също дългогодишни солисти на „Мистерията на българските гласове“, както останалите членове на квартета Станимир Иванов и Виктор Томанов. Във формацията са включени и млади фолклорни дарования, лауреати на национални и международни фолклорни конкурси и фестивали. Това са Весела Порчева, Лина Мачева, Нина Арнаудова, Таня Митева, Юлия Гатдерова, Елизабет Кънчева. В репертоара на формацията са включени: автентичен и обработен фолклор, хармонична и полифонична музика, църковни аноними, древни монодии, хармонични църковни произведения, шедьоври на православното музикално изкуство.
За първи път в професионалните фолклорни музикално-сценични форми, „Гласове на традицията“ съчетава женски и мъжки тембри.
Диригент на формацията е Милен Иванов.
Изпълнителите от „Гласове на традицията“ са гастролирали в най-престижните концертни зали на Европа, Азия, Америка и Африка, участвали са и в международни етно проекти, получили световно признание.

## Концертна дейност
Премиерната презентация на „Гласове на традицията“ е на 27 май 2021 година в София.